# Kelter-Kriminal-Roman
Kelter-Kriminal-Roman war eine Heftromanreihe mit Kriminalromanen aus dem Martin Kelter Verlag. Sie lief von 1953 bis 1963. Insgesamt erschienen 338 Hefte.

## Geschichte
Diese Reihe wechselte mehrfach ihren Namen. Folgende Titel wurden verwendet (in Klammern die jeweils erste und letzte Nummer): Kelter-Kriminal-Roman (1-294), Der aktuelle Kriminal Roman (295-318) und Der aktuelle Krimi (319-338).
Innerhalb des Kelter-Kriminal-Romans erschienen neben mehreren Unterserien auch einundneunzig monografische Texte.
Die Reihe Kelter-Krimi steht mit dieser Reihe in keinem direkten Zusammenhang.

## Subserien
Inspektor John Dean und Toby Gin begannen als Unterserie in dieser Reihe, wurden später ausgelagert und erschienen dann als eigenständige Serie.
Toby Gin startete nach 27 Heften und endete dort mit Nummer 100. Inspektor John Dean erhielt bereits mit Heft 11 eine eigene Serie und wurde nach Band 28 wieder in die allgemeine Reihe integriert, wo noch vier weitere Romane erschienen. Innerhalb von Kelter-Krimi erschienen ein weiterer Romane mit John Dean sowie sechs mit Kriminalreporter Toby Gin.
Insgesamt 72 Hefte handelten von Fällen rund um Inspektor Percy Brook, von dem 1984 20 Hefte in einer eigenen Serie nachgedruckt wurden.
Weitere Subserien waren G. Man Jack Kelly (25 Hefte), Hello Amboss (43 Hefte), Hanns Hart (5 Hefte), John Tiger (16 Hefte), Dave Lund (4 Hefte) und Lucky Hello (9 Hefte).
Hello Amboss und Toby Gin erschienen auch als Neuauflage innerhalb von Kelter Thriller.

## Science Fiction
Elf Hefte waren keine normalen Krimis, sondern hatten utopisch-phantastischen Inhalt. Das Erscheinen eingestreuter Phantastik zog sich über den gesamten Erscheinungszeitraum. So erschien der erste entsprechende Roman mit Nummer 36 und der letzte kurz vor Ende der Reihe mit Band 333.